# Улики (фильм)
«Ули́ки» (англ. Evidence) — криминальный триллер 2013 года режиссера Олатунде Осунсанми по сценарию Джона Светнэма. В фильме снимались Торри Девито, Кейтлин Стэйси, Гарри Ленникс, Светлана Меткина, Дейл Дикки, Рада Митчелл и Стивен Мойер. Фильм был выпущен Bold Films 19 июля 2013 года.

## Сюжет
Фильм начинается с показа последствий резни в Кидвелле, штат Невада.
Сначала полиция осматривает место преступления, показывая последствия всего, что произошло. Затем история переходит к пресс-конференции с журналистами, задающими вопросы о резне ведущему детективу Буркесу, который утверждает, что полиция изучает этот вопрос. После совещания взъерошенный детектив Риз просит, чтобы его подключили к делу, на что детектив Буркес соглашается. Они перемещаются в ситуационную комнату с телевизором и несколькими компьютерами, собирающими информацию из дела. Здесь мы узнаем, что на месте преступления были найдены четыре видеокамеры и двое выживших. Они загружают первую видеокамеру и начинают смотреть.

## В ролях
- Торри Девито — Линн Хукплат
- Кейтлин Стэйси — Рэйчел
- Гарри Ленникс — Бен
- Светлана Меткина — Вики
- Дейл Дикки — Катрина Флейшман
- Рада Митчелл — детектив Буркес
- Стивен Мойер — детектив Риз
- Эмел Амин — офицер Дженсен
- Нолан Джерард Фанк — Тайлер Моррис
- Альберт Куо — Стивен

## Прием критиков
Фильм получил негативные отзывы критиков. В настоящее время он имеет рейтинг одобрения 6 % на агрегаторе обзоров Rotten Tomatoes со средним рейтингом 3,1 из 10. На Metacritic рейтинг одобрения составляет 14 из 100, при этом критики выразили «подавляющую неприязнь» на основе восьми оценок.